# Mytilopsis (botanique)
Pour l’article homonyme, voir Mytilopsis (zoologie).
Genre
Mytilopsis est un genre d'hépatiques de la classe des Jungermanniopsida (hépatiques à lobes) et de la famille des Lepidoziaceae. 

## Liste d'espèces
Selon ITIS (28 septembre 2016) :
- Mytilopsis albifrons Spruce (seule espèce connue).